# Antha
 (mars 2025).
Elsa Perez, connue sous le nom de scène de Antha, est une auteure-compositrice-interprète, productrice et directrice artistique française, née le 12 octobre 1988 à Paris. Elle est d'abord révélée comme chanteuse du groupe Orties, duo formé avec sa sœur jumelle Kincy (2009-2016), avant de poursuivre une carrière solo marquée par la sortie de son album Spleen en 2019. Elle collabore également en tant que directrice artistique avec plusieurs artistes de la scène française, dont Benjamin Diamond et Mirwais.

## Biographie

### Débuts avec Orties
Originaire de Bures-sur-Yvette dans l'Essonne, Elsa Perez forme à l'âge de 15 ans le groupe Orties avec sa sœur jumelle Alexandra (future Kincy). Le nom du groupe fait référence aux Fleurs du mal de Baudelaire. Initialement orienté rock gothique, avec ANTHA au chant et Kincy à la guitare, le duo évolue progressivement vers un style unique mêlant rap, trap et univers gothique
ANTHA développe avec sa sœur une esthétique visuelle forte, entre art vidéo et performances. Leurs premières démos sont enregistrées chez Mickey Mossman des Démocrates D. En 2009, elles collaborent avec Alkpote sur le titre Avale, dont le clip devient viral avec plus de 200 000 vues.

### Succès avec Orties (2010-2016)
Le duo sort son premier EP La Boum en 2010, suivi de leur album Sextape en 2012, d'abord en format K7 sur le label américain Living Tapes, puis réédité par Nuun Records en 2013. L'album, porté par des titres comme Plus putes que toutes les putes et Paris Pourri, suscite de vives réactions dans la presse et impose Orties comme un phénomène unique de la scène française.
Le groupe attire l'attention d'artistes internationaux comme Dev Hynes (Blood Orange) qui produit certaines de leurs démos, et Skrillex qui inclut leur remix Plus putes que toutes les putes (Lecter remix) dans son Essential Mix sur BBC Radio 1. En 2013, Orties rencontre Gaspar Noé pour une série de photos dans le magazine Lui, marquant le début d'une collaboration artistique durable. Le réalisateur de Enter the Void, Irréversible devient un soutien important du groupe, intégrant leur musique dans plusieurs de ses projets et les invitant à participer à des performances lors d'événements artistiques.

### Carrière solo et direction artistique
Après la séparation d'Orties fin 2016, ANTHA se concentre sur ses projets personnels. Le 13 décembre 2019, elle sort son premier album solo Spleen, salué par la critique pour sa fusion unique de styles musicaux et son approche artistique innovante. L'album, qui emprunte son titre à Charles Baudelaire, explore des territoires sonores entre musique électronique, trap et chanson française, créant une atmosphère singulière qui reflète l'évolution artistique d'ANTHA.

### Projets artistiques et collaborations
Sa collaboration avec Benjamin Diamond s'étend au-delà de la direction artistique avec le projet "75 Vampire", une fusion audacieuse entre électro-pop, musique de club et rap français. Ce projet, né de leur complicité artistique, illustre leur volonté commune d'explorer de nouveaux territoires musicaux. En parallèle, elle poursuit sa collaboration avec Gaspar Noé, participant à la bande sonore de plusieurs de ses installations artistiques et performances.

### Collaborations
- 2013 : séance photo et performance avec Gaspar Noé pour le magazine Lui
- 2016 : Mes nuits blanches avec Christophe sur l'album Les Vestiges du chaos
- 2024 : direction artistique de l'album de Benjamin Diamond
- 2024 : 75 Vampire (projet commun avec Benjamin Diamond)

## Style musical et influences
Le style musical d'ANTHA se caractérise par un mélange unique de genres, fusionnant musique électronique, hip-hop, trap et chanson française. Son travail solo, notamment sur l'album Spleen, révèle une maturité artistique qui transcende les frontières traditionnelles entre les genres musicaux.
Ses influences vont de Charles Baudelaire à la musique électronique contemporaine, en passant par le hip-hop français et la scène underground parisienne. Son expérience au sein d'Orties, où elle a collaboré avec des artistes comme Dev Hynes (Blood Orange) et Mirwais, a également façonné sa vision artistique unique.

## Impact et reconnaissance
L'influence d'ANTHA sur la scène musicale française se manifeste tant par son travail d'artiste que par son rôle de directrice artistique. Son parcours, de figure controversée avec Orties à artiste respectée et directrice artistique recherchée, témoigne de sa capacité à réinventer constamment son art tout en restant fidèle à sa vision créative.
Sa collaboration avec Benjamin Diamond illustre sa capacité à transcender les genres et les médiums artistiques, établissant des ponts entre la musique électronique et la performance.

## Discographie

### En solo

#### Album
- 2019 : Spleen
  - Sorti le 13 décembre 2019
  - Label : Indépendant
  - Production : ANTHA
  - Genres : Électro, trap, chanson française
  - Singles : "Ghetto Goth", "Spleen"

### Avec Orties

#### Albums
- 2012 : Sextape (Living Tapes)
- 2013 : Sextape (Nuun Records, réédition)

#### EP
- 2010 : La Boum (Believe)
- 2016 : Sexedroguehorreur & Remixes (Les Productions 50/50)

#### Singles
- 2009 : Avale (feat. Alkpote)
- 2011 : Plus putes que toutes les putes
- 2013 : Paris Pourri
- 2013 : Thug Tropic
- 2016 : Sexedroguehorreur

### Collaborations
- 2013 : Séance photo et performance avec Gaspar Noé pour le magazine Lui
- 2016 : Mes nuits blanches avec Christophe sur l'album Les Vestiges du chaos
- 2024 : Direction artistique de l'album de Benjamin Diamond
- 2024 : "75 Vampire" (projet commun avec Benjamin Diamond)